# 高橋毅 (スタイリスト)
高橋 毅（たかはし つよし、1973年 - ）は、日本の衣裳デザイナー、スタイリスト、クリエイティブ・ディレクター。

## 来歴
東京都東村山市生まれ。武蔵野美術大学短期大学部卒業後、セント・ギガでグラフィックデザイナーとして働く。当時、リリー・フランキーの担当になった縁から、退職後にリリーの家に半年以上居候。リリーに「スタイリストになれ」とアドバイスを受けスタイリストへ。その後はファッション誌、カルチャー誌、アーティスト、俳優、CM、広告、ライブ衣装など、多方面で仕事をしている。代表作品にジョジョの奇妙な冒険×資生堂、平手友梨奈「ダンスの理由」MV、Aimer「残響散歌」などがある。2022年には米津玄師×PlayStationのCMでACCクラフト賞、衣装賞を受賞。
他にリリーのホームページでコラムを連載した経緯から、映画雑誌+actでのコラム連載や、「東京タワーで会いましょう計画」のホームページでコラムを連載している。

## 人物
仕事着として、大友克洋の「AKIRA」のTシャツを着ている。「AKIRA」 Tシャツコレクターとして、J-WAVE、GRAND MARQUEE内のコーナーFIST BUMPやWWD JAPAN他数媒体にて出演し、カルチャー動画メディア「McGuffin」で取材も受けている。

## スタイリング
- 三浦大知
- みうらじゅん
- リリー・フランキー
- 新しい学校のリーダーズ
- Amazarashi
- イヤホンズ
- Aimer
- AKB48
- エミ・マイヤー
- 秦基博
- 山本彩
- セルジオ・メンデス
- DOPING PANDA
- GLIM SPANKY
- MIYAVI
- BUCK-TICK
- MUCC
- C&K
- ももいろクローバーZ
- THE ORAL CIGARETTES
- 平原綾香
- 白間美瑠
- 平手友梨奈
- Sumika
- 東山奈央
- ヒプノシスマイク
- モーモールルギャバン
- 友成空
- きゃりーぱみゅぱみゅ
- UniteUp!
- 月蝕會議
- Teddy Loid
- MEG
- Milet
- Mili
- LEO今井
- TESTSET
- 欅坂46
- 米津玄師
- 布袋寅泰
- 吉井和哉
- スムルース
- SPYAIR
- 畠山美由紀
- Mahina
- IMP.
- SixTONES
- Kis-My-Ft2
- なにわ男子
- 坂本冬美
- W-inds.
- 環ROY
- Afra
- 川崎鷹也
- ЯeaL
- 和楽器バンド
- Backnumber
- THE HELLO WORKS

## 作品

### 舞台
- みえない雲　（2014年、瀬戸山美咲演出）[11]
- 彼らの敵　（2015年、瀬戸山美咲演出）
- お気に召すまま　イメージビジュアル　（2016年、マイケル・メイヤー演出）
- たまたま　（2017年、瀬戸山美咲演出）
- ロッキー・ホラー・ショー　イメージビジュアル　（2017、2022年、河原雅彦演出）
- 歌妖曲〜中川大志之丞変化〜　イメージビジュアル　（2022年、倉持裕演出）
- ODD TAXI　（2023年、なるせゆうせい演出）
- ピーター・パン　（2023・2024年、長谷川寧演出）[12]
- 楢山節考　（2023年、瀬戸山美咲演出）
- 野火　（2024年、瀬戸山美咲演出）

### 映画
- ピーチガール　イメージビジュアル　（2017年、神徳幸治監督）
- 帝一の國　イメージビジュアル　（2017年、永井聡監督）
- Still Dreamin'　（2022年、石田雄介監督）
- シサㇺ　（2024年、中尾浩之監督）

### 【アニメ・漫画】
- ヒプノシスマイク 「Extra Wardrobe」　2002年-2005年
- YAWARA! 完全版（衣装素材）　 2015年
- 富豪刑事（スタイリングアドバイザー）　2020年　フジテレビ　”ノイタミナ”

### TV
- デザインあ　SHOOT & EDIT LEO今井
- デザインあ　NEO アーキテクチュア　環ROY

### CM
- 日本マクドナルド
  - 「サムライマック」堺雅人
  - 「プリプリエビプリオ」岡田准一
- アサヒスーパードライ」岡田准一、生田斗真
- ダイハツ工業　ロッキー
- レベルファイブ　ピコ太郎、アバンギャルディ
- エアアジア X
- サントリー　-196　渋谷凪咲
- OPEN HOUSE　堺雅人
- スシロー　笑福亭鶴瓶
- アディダス
- 日清食品
  - 「カップヌードル」
  - 「UFO」みうらじゅん
- UHA味覚糖「e-maのど飴」koki
- MTG 「six-pad」 マニー・パッキャオ
- メルカリ　仲野太賀
- スクウェア・エニックス「ドラゴンクエストスーパーライト」安田顕、北大路欣也
- YouTube「好きなことで、生きていく」
  - HIKAKIN、バイリンガールちか、はじめしゃちょー、くまみき、日本エレキテル連合

### その他
- MBFWT（Mercedes-Benz Fashion week） 2016 A/W
- 東京2020 NIPPONフェスティバル主催プログラム「わっさい」
- 東京感動線
- HERE IS ZINE
- DEATH COME TRUE
- Veuve Clicquot Yelloween
- ジョジョの奇妙な冒険×資生堂
- テラフォーマーズ×資生堂